# کاموف-۱۵
کاموف کا-۱۵ (به انگلیسی: Kamov Ka-15) یک بالگرد ساختِ کارخانهٔ کاموف در کشور اتحاد جماهیر سوسیالیستی شوروی است. این بالگرد برای نخستین بار در ۱۹۵۲ میلادی مورد استفاده قرار گرفت.